# Lándzsás lápibagoly
A lándzsás lápibagoly (Senta flammea)  a rovarok (Insecta) osztályának a lepkék (Lepidoptera) rendjéhez, ezen belül a bagolylepkefélék (Noctuidae) családjához tartozó faj.

## Elterjedése
Euro-szibériai faj, fő élőhelye a part menti náddal benőtt területek, folyók, tavak, tavak és nedves rétek, mocsarak és lápok.

## Megjelenése
- lepke: szárnyfesztávolsága: 32–40 mm, keskeny első szárnyai okker színűek, barna és fehér vagy vöröses színűek lehetnek, szélén apró, fekete pontokkal.  A hátsó szárnyak fényes fehérek vagy szürkés fehérek, a sötétebb erek kiemelkednek.
- hernyó: törtfehér, hosszúkás alakú, hegyes mindkét felén. A hátsó részén és oldalán szürke szélű hosszanti vonalak láthatók.
- báb: fekete-barna, nagyon karcsú.

## Életmódja
- nemzedék: május-júniusban  rajzik, kedvező körülmények között akár két nemzedéke is lehet.
- hernyók tápnövényei: a fő tápnövénye a nád (Phragmites australis). Itt gubóznak be az ősszel a nád szárában, vagy a levelekben, ahol át is telelnek.

## Fordítás
- Ez a szócikk részben vagy egészben  a   Striemen-Schilfeule című német Wikipédia-szócikk fordításán alapul.  Az eredeti cikk szerkesztőit annak laptörténete sorolja fel. Ez a jelzés csupán a megfogalmazás eredetét és a szerzői jogokat jelzi, nem szolgál a cikkben szereplő információk forrásmegjelöléseként.